# Илия Божилов (актьор, р. 1943)
Вижте пояснителната страница за други личности с името Илия Божилов.
Илия Димитров Божилов е български театрален актьор.

## Биография
Роден е на 8 ноември 1943 година в окупирания от България по време на Втората световна война Охрид. Любовта му към театрално изкуство е от дете. Интересът му се заражда след посещение на куклено театрално представление. Постъпва в Детска театрална школа. През 1968 г. завършва актьорско майсторство във ВИТИЗ в класа на проф. Желчо Мандаджиев.
Изиграва първата си роля във ВИТИЗ. Част е от трупите на Драматичен театър „Крум Кюлявков“, Естрадата на строителни войски и Драматичен театър „Боян Дановски“ (1971-1993). Изиграните от него роли включват:
- дядо Либен в „Българи от старо време“ от Любен Каравелов;
- цар Самуил в „Самуил“;
- Тетерев в „Еснафи“ от Максим Горки;
- Лопахим във „Вишнева градина“ от Антон Чехов;
- Транио в „Укротяване на опърничавата“ от Уилям Шекспир.[2]

В период 1993-2005 г. живее в САЩ. След завръщането си в България, работи върху филм за Владимир Димитров – Майстора и Емануил Попдимитров.

## Филмография
- Златната ряпа (1990)
- Толкова очаквани приятелства (1984)
- Нови приказки за бате Дечко и Марийчето (1978-1979), 6 серии – бащата
- Живи хора (тв)
- Бате Дечко и Марийчето (1968), 6 серии – бащата